# Kongthap Bok Thai
Il Reale esercito thailandese (in thailandese กองทัพบกไทย, Kongthap Bok Thai) è la più antica delle tre forze armate della Thailandia. Assieme alla Reale marina militare e alla Reale aeronautica militare è inserito nel Ministero della Difesa. Il quartier generale dell'esercito si trova nel viale Ratchadamnoen Nok di Bangkok.

## Storia
Fu fondato ufficialmente nel 1874 come risposta alla minaccia alla sicurezza del Paese rappresentata dal trattato Bowring, firmato nel 1855 dal re Mongkut con i rappresentanti del Regno Unito, che autorizzava la libera circolazione di cittadini britannici nel territorio nazionale, nonché il libero accesso e commercio nei porti siamesi delle navi mercantili britanniche.

## Struttura
Il comando è affidato al comandante in capo del Reale esercito thailandese (in thailandese ผู้บัญชาการทหารบกไทย), che è assistito dal vice-comandante in capo, da due assistenti del comandante in capo e dal capo di stato maggiore. L'esercito thailandese è suddiviso in quattro regioni, ognuna delle quali ha un proprio comandante:
- l'area delle province centrali e occidentali ha il quartier generale a Bangkok
- l'area delle province nordorientali ha il quartier generale a Nakhon Ratchasima
- l'area delle province settentrionali e nordoccidentali ha il quartier generale a Phitsanulok
- l'area delle province meridionali ha il quartier generale a Nakhon Si Thammarat

## Unità militari
L'esercito si compone delle seguenti unità militari:
- 9 divisioni di fanteria (comprendenti 16 battaglioni di carri armati)
- 1 divisione corazzata
- 3 divisioni di cavalleria
- 1 divisione di artiglieria da campo
- 1 divisione di artiglieria contraerea
- 8 battaglioni indipendenti di fanteria
- 3 compagnie aeromobili di supporto in battaglia per le forze di terra
- 1 dipartimento medico

Tra le forze speciali vi sono:
- 1 reggimento di paracadutisti (che fanno parte della fanteria)
- 1 divisione speciale in caso di guerra
- Il Comando operazioni per la sicurezza interna, unità con diversi compiti di sicurezza interna, utilizzata negli ultimi anni prevalentemente per fronteggiare l'insurrezione nella Thailandia del Sud. È posta formalmente sotto l'autorità dell'Ufficio del Primo Ministro, ma di fatto è sotto il controllo dell'esercito.[2]

## Equipaggiamento

### Veicoli da combattimento
- Norinco VT-4 - 28 carri VT-4 ordinati nel 2016 da consegnarsi entro due anni, e altri 10 nel 2017.[3][4][5] Inoltre è stata posta un’opzione per la fornitura di ulteriori 153 veicoli.[6]

### Artiglieria
- CAESAR numero di unità sconosciuto

### Mezzi Aerei
Sezione aggiornata annualmente in base al World Air Force di Flightglobal del corrente anno. Tale dossier non contempla UAV, aerei da trasporto VIP ed eventuali incidenti accorsi durante l'anno della sua pubblicazione. Modifiche giornaliere o mensili che potrebbero portare a discordanze nel tipo di modelli in servizio e nel loro numero rispetto a WAF, vengono apportate in base a siti specializzati, periodici mensili e bimestrali. Tali modifiche vengono apportate onde rendere quanto più aggiornata la tabella.
| Aeromobile                    | Origine        | Tipo                                            | Versione (denominazione locale) | In servizio (2024) | Note | Immagine |
| Aerei da trasporto            |                |                                                 |                                 |                    | |          |
| CASA C-212 Aviocar            | Spagna         | aereo da trasporto tattico                      | C-212-300                       | 2                  | |          |
| CASA C-295                    | Spagna         | aereo da trasporto tattico                      | C-295W                          | 3                  | 2 C295W in servizio, più un nuovo esemplare ordinato a giugno 2021. |          |
| Beechcraft Super King Air 200 | Stati Uniti    | aereo da trasporto leggero                      | B200                            | 2                  | |          |
| Pilatus PC-12                 | Svizzera       | aereo da trasporto leggero                      | PC-12                           | 0                  | 1 PC-12 ordinato. |          |
| Elicotteri                    |                |                                                 |                                 |                    | |          |
| Bell AH-1 Cobra               | Stati Uniti    | elicottero d'attacco                            | AH-1F                           | 7                  | 8 AH-1F ricevuti dal 1990. |          |
| Boeing AH-6 Little Bird       | Stati Uniti    | elicottero d'attacco elicottero da ricognizione | AH-6i                           | 0                  | Il 24 settembre 2019, la US Defense Security Cooperation Agency (DSCA), ha approvato la vendita di 8 AH-6i da attacco e ricognizione. Ordine firmato il febbraio 2022.                              |          |
| AgustaWestland AW139          | Italia         | elicottero utility                              | AW139                           | 8                  | 2 AW139 ordinati nel 2012 e consegnati nel 2014. Ulteriori 8 AW139 ordinati nel 2015. |          |
| AgustaWestland AW149          | Italia         | elicottero da trasporto medio                   | AW149                           | 5                  | 5 AW149 ricevuti a partire dal 2018. |          |
| Bell 206                      | Stati Uniti    | elicottero utility                              | Bell 206ABell 206B-2Bell 206B-3 | 20                 | 33 tra Bell 206A, Bell 206B-2 e Bell 206B-3 ricevuti a partire dal 1968. |          |
| Bell 212                      | Stati Uniti    | elicottero utility                              | Bell 212                        | 50                 | Uno dei 51 esemplari in servizio al dicembre 2019, è andato perso il 17 novembre 2020. |          |
| Eurocopter AS550 Fennec       | Francia        | elicottero utility                              | AS550                           | 8                  | 8 AS 550 ricevuti a partire dal 2013. |          |
| Airbus Helicopters H145       | Unione europea | elicottero utility                              | H145T2                          | 5                  | 6 H145T2 da trasporto VIP ordinati a febbraio 2015, con consegne a partire dal 2016. |          |
| Mil Mi-17 Hip                 | Russia         | elicottero da trasporto medio                   | Mi-17V-5                        | 7                  | 3 Mi-17V-5 ordinati nel 2008 consegnati nel 2011, 2 Mi-17V-5 ordinati nel 2014 e consegnati nel 2015. Gli ultimi 2 esemplari, ordinati a dicembre 2017, sono stati consegnati a metà dicembre 2018. |          |
| Sikorsky UH-60 Black Hawk     | Stati Uniti    | elicottero utility                              | UH-60AUH-60LUH-60M              | 11                 | 10 UH-60A, 3 UH-60L e 3 UH-60M consegnati a partire dal 2002. Uno dei 12 esemplari in servizio a tutto il dicembre 2021, è stato perso in un incidente il 15 luglio 2022.                           |          |
| Enstrom 480                   | Stati Uniti    | elicottero da addestramento                     | Enstrom 480B                    | 21                 | 16 Enstrom 480B ordinati nel 2010, con consegna dei primi tre esemplari l'8 agosto 2011 e il completamento delle consegne l'8 agosto 2012. Un esemplare è stato perso il dicembre 2021.             |          |
| Hughes 269                    | Stati Uniti    | elicottero da addestramento                     | Hughes 269                      | 45                 | |          |

### Aeromobili ritirati
- Robinson R44
- Bell UH-1H Huey – 200+ esemplari (1968-2020)[29]
- Kawasaki Vertol KV-107II – 3 esemplari (1963-1971)[30][31]

## Mezzi di comunicazione di massa
Molti dei quotidiani thailandesi furono fondati negli anni delle dittature militari e buona parte di questi ha tuttora mantenuto l'impostazione editoriale originale di supporto alla causa militare. L'esercito controlla direttamente le reti radio-televisive Canale 5 e Thai Global Network, mentre ha fornito la licenza per operare la rete di Canale 7 all'azienda Bangkok Broadcasting & Television Company Limited Channel 7.